# Catherine Murphy Urner
Catherine Murphy Urner (Mitchell (Indiana) 23 de març de 1891 – San Diego (Califòrnia) 30 d'abril de 1942) va ser una compositora nord-americana.
Va ser la tercera de set germans. El seu pare, Edward Everett, era director del Southern Illinois Normal College (i més tard es convertiria en pastor metodista); la seva mare era l'escriptora Jessie Robertson Urner. Va estudiar piano, cant i composició en el Goucher College de Baltimore, Maryland, a l'Institut Peabody i a la Universitat Miami d'Oxford, Ohio. Es va graduar com Bachelor of Arts el 1912. Va continuar els estudis a la Universitat de Califòrnia a Berkeley i amb Charles Koechlin a París entre 1920 i 1921.
Entre 1921 i 1924, Urner va ser professora i directora de cant en el Mills College d'Oakland, Califòrnia. Posteriorment, va dedicar el seu temps a la interpretació musical i a la composició. Va viatjar per Europa i pels Estats Units, on va recopilar melodies de les tribus nadiues nord-americanes, i va incorporar-ne algunes a les seves pròpies composicions.
El seu primer quartet es va estrenar a París, el 1925. Va ser interpretat pel Quartet Kretlly (en el qual, amb 19 anys, tocava Pierre Fournier).
Gràcies a les seves gestions, Koechlin va impartir un curs a la Universitat de Califòrnia el 1928 i posteriorment van conviure junts París fins al 1933. Van col·laborar en nombroses obres musicals. El 1937 Urner va tornar a Califòrnia, on es va casar amb l'organista i compositor Charles Rollins Shatto (1908–1983).
Els documents d'Urner es conserven a la Biblioteca Berkeley de la Universitat de Califòrnia.

## Obres
Va compondre prop de vuitanta cançons, vint-i-quatre obres corals i vuit obres orquestrals. Entre les seves obres, destaquen:
- The Bride of a God, composta amb Charles Koechlin.
- Come Away, Death
- Song of the Sea
- Song from "April"
- Le Papillon
- Quatre Melodies
- Ici-bas
- Colloque Sentimental